# Aumont-en-Halatte

Aumont-en-Halatte este o comună în departamentul Oise, Franța. În 1 ianuarie 2022 avea o populație de 564 de locuitori.